# آدم إي. راي
آدم إي. راي (بالإنجليزية: Adam Ray)‏ هو فلاح وسياسي أمريكي، ولد في 1808، وتوفي في 20 سبتمبر 1865. انتخب عضو جمعية ولاية ويسكونسن.